# ويس ارتشر
ويس ارتشر (بالإنجليزية: Wes Archer)‏ هو رسام رسوم متحركة ومخرج رسوم متحركة وكاتب سيناريو أمريكي، ولد في 26 نوفمبر 1961 في هيوستن في الولايات المتحدة.

## وصلات خارجية
- ويس ارتشر على موقع IMDb (الإنجليزية)
- ويس ارتشر على موقع ألو سيني (الفرنسية)
- ويس ارتشر على موقع قاعدة بيانات الفيلم (الإنجليزية)
- ويس ارتشر على موقع كينوبويسك (الروسية)